# زرنق (خداآفرین)
زرنق یکی از روستاهای استان آذربایجان شرقی است که در دهستان کیوان بخش مرکزی شهرستان خداآفرین واقع شده‌است.